# Benajasz syn Jojady
Benajasz – postać biblijna ze Starego Testamentu, kapitan przybocznej gwardii króla Dawida. Gdy po śmierci Dawida Adoniasz próbował przejąć tron, Benajasz poparł Salomona i został dowódcą jego wojsk. Benajasz jest wspominany w 2 Księdze Samuela 8,18, 2 Księga Samuela/2 Księdze Samuela 23,20-23 i 1 Księdze Królewskiej 1-2. 
Źródło: Słownik postaci biblijnych na Biblia.net.pl